# Santiago Uganda
Santiago Uganda fou rei de Corisco i dels nwande o benga del 1906 a 1960. Va succeir el 1906 a Fernando Utimbo i va reunificar el tron dels ndowe que romania separat en dues branques des de 1843.
No fou ben vist per les autoritats polítiques i religioses espanyoles, ja que era protestant i no catòlic i reclamava el compliment dels acords de protectorat de Tika de 1843. El governador militar Leoncio Fernández va recomanar la seva marginació. Fou condecorat amb la medalla d'Alfons XII. El 1944 els franquistes li van concedir la medalla d'Àfrica o de la Pau.
A la seva mort a l'hospital de Cogo, el 1960, Espanya no va permetre la promoció de cap dels seus fills i va interrompre la successió, sent doncs Santiago Uganda el darrer rei ndowe.